# جورج شامبلن ماسون جونيور
جورج شامبلن ماسون جونيور (بالإنجليزية: George Champlin Mason, Jr.)‏ هو مهندس معماري أمريكي، ولد في 8 أغسطس 1849 في نيوبورت في الولايات المتحدة، وتوفي في 22 أبريل 1924 في Ardmore, Pennsylvania ‏ في الولايات المتحدة.